# Ari Luusua
Ari Luusua (* 5. März 1988 in Simo) ist ein ehemaliger finnischer Skilangläufer.

## Werdegang
Luusua nahm von 2007 bis 2015 vorwiegend am Scandinavian Cup teil. Dabei erreichte er im Dezember 2011 in Vuokatti mit zwei dritten Plätzen über 15 km seine ersten Podestplatzierungen. In der Saison 2013/14 kam er zweimal auf den zweiten Platz und holte im Sprint in Otepää seinen ersten Sieg im Scandinavian Cup. Zum Saisonende belegte er den fünften Rang in der Gesamtwertung. Sein erstes Weltcuprennen lief er im März 2011 in Lahti bei den er aber überrundet wurde. Einen Tag später erreichte er den 33. Platz im Sprint. In der Saison 2011/12 errang er den 67. Platz bei der Nordic Opening in Kuusamo und den 47. Platz bei der Tour de Ski 2011/12. Dabei holte er mit dem 25. Platz im Sprint in Toblach seine ersten Weltcuppunkte. Bei der Nordic Opening in Ruka zu Beginn der Saison 2015/16 belegte er den 70. Rang. In der Saison 2017/18 belegte er den 48. Platz beim Ruka Triple und den 40. Rang bei der Tour de Ski 2017/18. In den Jahren 2018 und 2019 gewann er den Finlandia-hiihto über 50 km klassisch. Im April 2018 wurde er im Taivalvaara finnischer Meister im Sprint. Nach einem positiven Dopingtest im Jahr 2021 wurde Luusua für vier Jahre gesperrt.

## Siege bei Continental-Cup-Rennen
| Nr. | Datum            | Ort    | Disziplin        | Serie            |
| --- | ---------------- | ------ | ---------------- | ---------------- |
| 1.  | 22. Februar 2014 | Otepää | Sprint klassisch | Scandinavian Cup |